# Gran Premi de l'Alemanya Oriental de motociclisme
|  | Aquest article tracta sobre velocitat. Si cerqueu informació sobre motocròs, vegeu «Gran Premi de l'Alemanya Oriental de Motocròs». |

El Gran Premi d'Alemanya Oriental de motociclisme fou un esdeveniment esportiu que es disputà en 15 ocasions entre el 1958 i el 1972 a Sachsenring, dins del calendari del Campionat del món de motociclisme. La primera edició d'aquest Gran Premi data de 1958, i a partir de 1961 començà a puntuar per al Campionat del Món.
Des del 1925 es disputava el Gran Premi d'Alemanya, el qual començà a puntuar per al mundial a partir del 1952 i se seguí celebrant a l'antiga República Federal d'Alemanya (RFA) durant l'etapa històrica d'existència de la República Democràtica Alemanya (RDA). Aquell antic Gran Premi s'ha mantingut al calendari fins a l'actualitat.

## Noms oficials i patrocinadors
- 1962–1972: Großer Preis der Deutschen Demokratischen Republik (sense patrocinador oficial)[1]

## Guanyadors múltiples

### Pilots
| # Victòries | Pilot            | Victòries | Victòries                          |
| # Victòries | Pilot            | Categoria | Anys                               |
| ----------- | ---------------- | --------- | ---------------------------------- |
| 11          | Giacomo Agostini | 500cc     | 1967, 1968, 1969, 1970, 1971, 1972 |
| 11          | Giacomo Agostini | 350cc     | 1966, 1968, 1969, 1970, 1971       |
| 9           | Mike Hailwood    | 500cc     | 1962, 1963, 1964, 1965             |
| 9           | Mike Hailwood    | 350cc     | 1963, 1967                         |
| 9           | Mike Hailwood    | 250cc     | 1961, 1963, 1966                   |
| 5           | Jim Redman       | 350cc     | 1962, 1964, 1965                   |
| 5           | Jim Redman       | 250cc     | 1962, 1965                         |
| 4           | Ángel Nieto      | 125cc     | 1970, 1971                         |
| 4           | Ángel Nieto      | 50cc      | 1969, 1971                         |
| 4           | Phil Read        | 350cc     | 1972                               |
| 4           | Phil Read        | 250cc     | 1964, 1967                         |
| 4           | Phil Read        | 125cc     | 1968                               |
| 2           | Gary Hocking     | 500cc     | 1961                               |
| 2           | Gary Hocking     | 350cc     | 1961                               |
| 2           | Hugh Anderson    | 125cc     | 1963, 1964                         |
| 2           | Luigi Taveri     | 125cc     | 1962, 1966                         |
| 2           | Bill Ivy         | 250cc     | 1968                               |
| 2           | Bill Ivy         | 125cc     | 1967                               |

### Constructors
| # Victòries | Constructor | Victòries | Victòries                                                        |
| # Victòries | Constructor | Categoria | Anys                                                             |
| ----------- | ----------- | --------- | ---------------------------------------------------------------- |
| 19          | MV Agusta   | 500cc     | 1961, 1962, 1963, 1964, 1965, 1967, 1968, 1969, 1970, 1971, 1972 |
| 19          | MV Agusta   | 350cc     | 1961, 1963, 1966, 1968, 1969, 1970, 1971, 1972                   |
| 10          | Honda       | 350cc     | 1962, 1964, 1965, 1967                                           |
| 10          | Honda       | 250cc     | 1961, 1962, 1965, 1966                                           |
| 10          | Honda       | 125cc     | 1962, 1966                                                       |
| 8           | Yamaha      | 250cc     | 1964, 1967, 1968, 1970, 1971, 1972                               |
| 8           | Yamaha      | 125cc     | 1967, 1968                                                       |
| 4           | Derbi       | 125cc     | 1970, 1971                                                       |
| 4           | Derbi       | 50cc      | 1969, 1971                                                       |
| 3           | Suzuki      | 125cc     | 1963, 1964, 1965                                                 |
| 2           | MZ          | 250cc     | 1963                                                             |
| 2           | MZ          | 125cc     | 1961                                                             |
| 2           | Jamathi     | 50cc      | 1970, 1972                                                       |

## Guanyadors per any
| Any  | Circuit     | 50 cc        | 125 cc        | 250 cc         | 350 cc           | 500 cc            | Detalls |
| ---- | ----------- | ------------ | ------------- | -------------- | ---------------- | ----------------- | ------- |
| 1972 | Sachsenring | Theo Timmer  | Börje Jansson | Jarno Saarinen | Phil Read        | Giacomo Agostini  | Detalls |
| 1971 | Sachsenring | Ángel Nieto  | Ángel Nieto   | Dieter Braun   | Giacomo Agostini | Giacomo Agostini  | Detalls |
| 1970 | Sachsenring | Aalt Toersen | Ángel Nieto   | Rod Gould      | Giacomo Agostini | Giacomo Agostini  | Detalls |
| 1969 | Sachsenring | Ángel Nieto  | Dave Simmonds | Renzo Pasolini | Giacomo Agostini | Giacomo Agostini  | Detalls |
| 1968 | Sachsenring |              | Phil Read     | Bill Ivy       | Giacomo Agostini | Giacomo Agostini  | Detalls |
| 1967 | Sachsenring |              | Bill Ivy      | Phil Read      | Mike Hailwood    | Giacomo Agostini  | Detalls |
| 1966 | Sachsenring |              | Luigi Taveri  | Mike Hailwood  | Giacomo Agostini | Frantisek Stastny | Detalls |
| 1965 | Sachsenring |              | Frank Perris  | Jim Redman     | Jim Redman       | Mike Hailwood     | Detalls |
| 1964 | Sachsenring |              | Hugh Anderson | Phil Read      | Jim Redman       | Mike Hailwood     | Detalls |
| 1963 | Sachsenring |              | Hugh Anderson | Mike Hailwood  | Mike Hailwood    | Mike Hailwood     | Detalls |
| 1962 | Sachsenring | Jan Huberts  | Luigi Taveri  | Jim Redman     | Jim Redman       | Mike Hailwood     | Detalls |
| 1961 | Sachsenring |              | Ernst Degner  | Mike Hailwood  | Gary Hocking     | Gary Hocking      | Detalls |
| 1960 | Sachsenring |              | Ernst Degner  | John Hempleman | Jim Redman       | John Hempleman    | Detalls |
| 1959 | Sachsenring |              | Werner Musiol | Gary Hocking   | John Hempleman   | Gary Hocking      | Detalls |
| 1958 | Sachsenring |              | Ernst Degner  | Horst Fügner   | Luigi Taveri     | Dickie Dale       | Detalls |